# Umber View Heights (Misuri)
Umber View Heights es una villa ubicada en el condado de Cedar en el estado estadounidense de Misuri. En el Censo de 2010 tenía una población de 48 habitantes y una densidad poblacional de 298,92 personas por km².

## Geografía
Umber View Heights se encuentra ubicada en las coordenadas 37°37′24″N 93°48′13″O / 37.62333, -93.80361. Según la Oficina del Censo de los Estados Unidos, Umber View Heights tiene una superficie total de 0.16 km², de la cual 0.16 km² corresponden a tierra firme y (0%) 0 km² es agua.

## Demografía
Según el censo de 2010, había 48 personas residiendo en Umber View Heights. La densidad de población era de 298,92 hab./km². De los 48 habitantes, Umber View Heights estaba compuesto por el 97.92% blancos, el 0% eran afroamericanos, el 0% eran amerindios, el 0% eran asiáticos, el 0% eran isleños del Pacífico, el 0% eran de otras razas y el 2.08% pertenecían a dos o más razas. Del total de la población el 0% eran hispanos o latinos de cualquier raza.